# François Thijm
François Thijm (Paramaribo, 24 de dezembro de 1943 - Belém, 25 de junho de 2015), mais conhecido apenas como François, foi um goleiro surinamês, que morou e trabalhou no Brasil a partir da década de 1960. Destacou-se por ter defendido o Remo durante várias temporadas, entre a década de 1960 e a de 1970, sendo avaliado como um dos nomes mais históricos do clube, pela qualidade como jogador e como exemplo de dedicação ao empenhar-se pelo clube ocasionalmente como jogador-treinador e também em outras tarefas.
Também era visto como o principal futebolista nativo do Suriname a atuar no Brasil até a contratação de Clarence Seedorf pelo Botafogo.

## Carreira

### Jogador
François iniciou sua carreira no Columbia, ainda no Suriname colonial, e se transferiu pouco tempo depois para o Voorwaarts, também da então Guiana Neerlandesa. Optou por ser goleiro ao não julgar-se habilidoso com os pés.
Em outubro de 1961, o Remo foi fazer uma excursão a Paramaribo para atuar em dois amistosos, vencendo o Voorwaarts por 2–0 e empatando em 3–3 com o Robinhood. O então goleiro azulino Arlindo não pudera viajar, e François, que era também empregado da Surinam Airways (empesa área que levava os paraenses), foi oferecido por um gerente influente dela. Como não havia ônus algum, a diretoria do clube aceitou; afinal, se o arqueiro não fosse competente o suficiente, não voltaria com a delegação para o Brasil; em outra versão, o próprio Voorwaarts teria oferecido François. François impressionou na excursão e aceitou o convite de seguir no Remo, vindo ao Brasil mesmo sem conhecer a língua portuguesa, mas empenhando-se em aprendê-la e assimilar-se ao modo de viver dos belenenses.
Chegou ao Pará em 17 de outubro de 1961, superando descrenças ao destacar-se cerca de dois meses depois em seu primeiro Re-Pa, vencido por 1–0 em pleno dia de natal. O clube não conseguiria o título estadual, mas François firmou-se na titularidade a partir de 1962. No título paraense de 1964, Arlindo ainda começou na titularidade, com François estreando precisamente na quarta e tumultuada rodada marcada pela surpreende derrota para a equipe avaliada como a mais fraca da competição, o Liberato de Castro. O revés de 2–1 chegou a provocar a queda da diretoria remista, mas pelo restante da campanha Arlindo só jogou uma outra vez, com a titularidade tomada pelo surinamenho nos demais jogos.
Aquela conquista de 1964 pôs fim a uma série de três títulos seguidos do Paysandu, mas o arquirrival logo construiu outra, com o título azulino seguinte vindo em 1968. Em meio a isso, o Remo pôde comemorar valorizados troféus amistosos, a exemplo do Cidade de Belém (em 1966, pelos 350 anos da cidade, vencendo Re-Pa por 3–0) e o Quadrangular da Bahia, em 1967.
O título paraense de 1968 ocorreu com elenco já reforçado com Amoroso e Robilotta e treinado por Danilo Alvim. A essa altura, François já se alternava com Jorge como goleiro, mas foi o mais utilizado: das dez partidas, esteve presente em seis, sem ser derrotado. Em janeiro de 1969, François, revezando-se com Jorge, integrou o Remo campeão do primeiro Torneio do Norte, ainda válido por 1968. Em março, o clube acabou vice do Norte-Nordeste, em derrota atribuída a lesões conjuntas tanto de Jorge como de François, forçando a utilização de um terceiro goleiro nos duelos com o Ceará. Mas, em dezembro, François foi o titular no bicampeonato seguido do Torneio do Norte, este válido pelo próprio ano de 1969.
François também obteve novo Torneio "Cidade de Belém" em 1970.

### Jogador-treinador
Em 1971, Dico chegou como concorrente e logo consolidou-se como novo goleiro remista. François obteve naquele ano os títulos do Torneio do Norte bem como a Taça Norte–Nordeste de 1971, mas como treinador, substituindo Dequinha a partir do terceiro jogo da campanha. Na ocasião, ainda se via como interino: "naquele tempo, se eu não tivesse a personalidade que tenho e não fosse acima de tudo um apaixonado pelo Remo, não teria aceito a incumbência", declarou sobre a primeira experiência como técnico.
François seguiu no comando azulino para a final da primeira Série B do Brasileirão. O troféu foi perdido para o Villa Nova, mas o Remo credenciou-se para disputar a Série A de 1972. François já começava ali a sobressair-se mais por diversas outras funções nos bastidores do elenco: com Luís Fernando sendo o goleira reserva imediato de Dico naquele Brasileirão, François não chegou a entrar em campo, mas participava como massagista, roupeiro, chefe de delegação ou ainda como assistente técnico, chegando a acumular mais de uma dessas tarefas em um único jogo naquele torneio.
Naquele mesmo Brasileirão, François foi ainda um dos treinadores; quando Paulo Amaral assumiu o cargo, delegava a François a incumbência de coordenar os reservas que permaneciam em Belém quando os custos forçavam viagem de delegação reduzida para partidas fora do Pará. O clube ainda aguardou até 1973 para voltar a ser campeão paraense, com François podendo participar como jogador em uma partida, na única ausência de Dico - curiosamente, contra o Liberato de Castro, vencido por 2–0 na quinta rodada, em 6 de junho. Um pôster desse título, François ainda uniformizado como jogador, esteve presente na revista Placar publicada já em 12 de outubro, em meio ao Brasileirão de 1973. Nesse torneio, Dico foi o único goleiro remista a entrar em campo.
O "Leão" conseguiria nos anos seguinte um tricampeonato estadual, mas com Gelson já sendo o único reserva a atuar no título de 1974 nas raras indisponibilidades de Dico, enquanto em 1975 o suplente utilizado foi Luizinho. Naquele mesmo ano de 1975, houve a independência do Suriname, ocorrida de modo em que os nativos da antiga colônia precisaram optar por conservar a cidadania dos Países Baixos ou optar pela surinamesa, sem admitir-se na época a dupla cidadania. Consultado, François declarou que preferiria "a nacionalidade paraense". Fixando moradia em Belém mesmo parando de jogar, ele foi novamente técnico remista em 1976.

### Treinador
Em fevereiro de 1977, ainda no cargo de técnico do Remo, foi o treinador azulino em curiosa excursão conjunta da dupla Re-Pa justamente ao Suriname, possibilitando em Paramaribo a primeira edição internacional do Clássico-Rei da Amazônia, encerrado em 1–1.
Pelo decorrer de 1977, Juan Álvarez foi contratado como técnico azulino, mas saiu após a perda do terceiro turno do estadual para a Tuna Luso. François foi então técnico interino no compromisso seguinte, em novo clássico com a Tuna, vencido por 2–1, participando assim de novo título paraense do Remo até a chegada de Joubert Meira. François seguiu como preparador físico do elenco, chegando inclusive a ser especulado para exercer no Flamengo essa função quando Joubert rumou a este clube meses depois.
Em 1982, François foi técnico tanto do Remo, em agosto, como da Tuna, em novembro e dezembro. Dos outros clubes em que trabalhou no Pará, destacou-se sobretudo no Bragantino vencedor do Torneio Início do Parazão de 1996.
Superando o trio Remo, Paysandu e Tuna Luso, aquela conquista do Bragantino foi atribuída a aprendizado presencial que François tivera ao observar o Ajax de Louis van Gaal em recente viagem que o ex-goleiro havia feito aos Países Baixos. No estadual de 1996, ele inicialmente seguiu no Bragantino, dando trabalho ao Remo na quarta rodada, com o ex-clube (e futuro campeão) vencendo por 3–2 em 24 de março - uma semana antes de impor goleada de 4–0 no Re-Pa. A reação inicial do Paysandu àquela goleada foi contratar precisamente François, embora a permanência deste na Curuzu tenha durado pouco: na décima rodada, quando houve novo Re-Pa, o técnico alviceleste já era César Moraes. Sem François, o Bragantino, que passou a ser treinado por Bira, acabaria derrotado por 6–1 ao reencontrar o Remo em maio. No fim da década de 1990, chegou a compor a comissão técnica do clube árabe Al-Nassr.
Formado em Educação Física, em paralelo ao futebol François também foi corretor de imóveis. Em 2005, foi homenageado pelo Remo, na temporada do centenário azulino, marcada pelo título brasileiro da terceira divisão. Em 2007, chegou a ser recontratado, para ser supervisor técnico. Ainda residindo em Belém, faleceu em 2015.

## Títulos como jogador

### Remo
- Campeonato Paraense: 1964, 1968 e 1973 [2][24]
- Torneio do Norte: 1968 e 1969 [13][15]

## Títulos como treinador

### Remo
- Torneio do Norte: 1971 [18][19]
- Torneio Norte-Nordeste de Futebol: 1971 [18][19]
- Campeonato Paraense: 1977 (interino)[31]

### Bragantino
- Torneio Início do Campeonato Paraense: 1996 [38]